# Ranunculus ficariifolius
Ranunculus ficariifolius H. Lév. & Vaniot – gatunek rośliny z rodziny jaskrowatych (Ranunculaceae Juss.). Występuje naturalnie w Nepalu, indyjskim stanie Sikkim, Bhutanie, północnej Tajlandii oraz w Chinach (w Syczuanie, południowo-wschodnim Kuejczou, zachodnim Hubei, południowym Hunan, zachodnim Jiangxi oraz południowo-wschodnim Junnanie. 

## Morfologia
PokrójBylina o lekko owłosnionych pędach. Dorasta do 4–5 cm wysokości.
LiścieSą proste. Mają trójkątnie owalny lub prawie okrągły kształt. Mierzą 0,5–2 cm długości oraz 0,5–2,5 cm szerokości. Nasada liścia ma klinowy lub ucięty kształt. Brzegi są całobrzegie z dwoma lub trzema parami ząbków. Wierzchołek jest tępy. Ogonek liściowy jest nagi i ma 1,5–6,5 cm długości.
KwiatySą pojedyncze. Mają żółtą barwę. Dorastają do 4–10 mm średnicy. Mają 5 eliptycznych działek kielicha, które dorastają do 2–5 mm długości. Mają 5 owalnych lub eliptycznie owalnych płatków o długości 2–5 mm.
OwoceNagie niełupki o jajowatym kształcie i długości 1–2 mm. Tworzą owoc zbiorowy – wieloniełupkę o półkulistym kształcie i dorastającą do 3–5 mm długości.

## Biologia i ekologia
Rośnie na łąkach i skrajach lasów. Występuje na wysokości od 1100 do 3200 m n.p.m. Kwitnie od marca do sierpnia.

## Zastosowanie
Roślina ma zastosowanie w medycynie niekonwencjonalnej. 